# 昆明市第八中学
25°05′51″N 102°43′06″E / 25.09747°N 102.71832°E
昆明市第八中学，简称昆明八中，位于中华人民共和国云南省昆明市，是云南省一级一等普通高级中学。

## 沿革
1924年，护国中学、粤秀中学、建国中学、长城中学、云秀中学、布新中学等八所学校合并建立昆明市第八中学的前身学校。
昆明市第八中学，成立于1952年。由护国中学、粤秀中学、建国中学、长城中学、建设中学、云秀中学、松坡中学及布新中学等八所学校合并而成。1959年，被评为昆明市“红旗学校”；1978年，被首批确定为“云南省重点中学”；1993年，被首批评定为“云南省一级完全中学”；2012年晋升为“云南省一级一等高完中”。
1952年，学校更名为“昆明市第八中学”
1993年7月，被认定为首批云南省一级二等完全中学。
2004年，“昆明市第二十二中学”合并入昆明八中。
2009年，“昆明市外国语实验学校”合并入昆明八中。
2009年7月，昆明八中外国语实验学校建立。
2012年，被认定为云南省一级一等完全中学。

## 校区/分校
两个校区：
- 本部校区：龙泉路628号。
- 西坝校区：西坝路98号。

两个分校：
- 昆明长城中学：红鑫路1号[7]
- 昆明高新区达成中学：海源北路389号[8]

## 文化
- 校训：坚毅求实，创新奉献
- 校歌：《朝阳正红》